# Cardenden
Cardenden és una localitat situada al consell de Fife, a Escòcia (Regne Unit), situada al nord del fiord de Forth a la riba sud del riu Mine, a la parròquia de Auchterderran, a Fife. Està aproximadament a 7 km al nord-oest de Kirkcaldy, a poca distància de la ciutat de Glenrothes, la capital de la regió.
Cardenden fou una antiga ciutat minera, que tenia 448 l'any 1891 que havia passat a 5.533 el 2011. i amb una població, a mitjans de l'any 2016, de 5.420 habitants.
El conegut escriptor Ian Rankin és nascut a la localitat.